# Puerta de Corral Quemado
Puerta de Corral Quemado è una città argentina del dipartimento di Belén, nella provincia di Catamarca.